# 2484 Quirinal Ave.
2484 Quirinal Ave. este un roman ucronic steampunk scris de Sebastian A. Corn (pseudonimul literar al lui Florin Chirculescu). A apărut în 1996 la editura Nemira, în Colecția Nautilus, nr. 89. A fost republicat ca o ediție revizuită și adăugită în 2010 de către Editura Eagle, variantă cu numeroase trimiteri la Imperiul Celest (China). Romanul a fost tradus în limba sârbă ca 2484 Kvirinal Avenija, publicat de Prosveta Beograd în 1996.
Punctul de divergență al romanului este acela că Imperiul Roman (nu a dispărut și) a supraviețuit până în zilele noastre, evenimentul marcant fiind înăbușirea în fașă a creștinismului care a dus la diferența dintre universul romanului și istoria reală.

## Prezentare
Înainte de începutul mileniului al III‑lea, are loc o luptă pentru putere și pentru bani între cei mai influenți afaceriști ai Imperiului Roman.  Din această cauză Rufinus Eutherius se refugiază în West Elephantina peste Marea‑Ocean într‑o corabie de orgii împreună cu sclava sa-secretară Deirdre și o mică suită.

## Scrierea romanului
Conform autorului,  2484 Quirinal Ave. a fost inițial o povestire scrisă cu pixul (25 de pagini). După ce editura Nemira a organizat un concurs de scriere a unui roman, scriitorul a dezvoltat povestirea într-un roman. Numele unor personaje le-a ales din Ammianus Marcellinus, iar fundalul romanului și incipitul au fost inspirate din Jules Verne. Autorul a creat o lume în care nu s-au inventat electricitatea și plasticul.

## Legături externe
- 2484 Quirinal Ave. Textul online la books.google.ro al versiunii din 2010 de la Editura Eagle
- en  Istoria publicării lucrării 2484 Quirinal Ave. la Internet Speculative Fiction Database

## Vezi și
- Imperiul Roman (istorie alternativă)
- 1996 în științifico-fantastic